# Індіра Єдільбаєва
Індіра Єдільбаєва (нар. 26 березня 1991, Атирау, Казахстан) — казахстанська співачка, акторка. Фіналістка шоу «Голос» (2015, Казахстан) та «Голос країни» (2020, Україна).

## Життєпис
Закінчила Університет Жубанова.
Співає з дитинства.

### Голос країни
У лютому 2020 року виступила в Х-му сезоні шоу «Голос країни» із піснею «Мелодія» українського гурту «The Hardkiss». Індіра для подальших виступів на конкурсі вибрала команду Dan Balan.
Кліп із виступом Індіри отримав більше восьми мільйонів переглядів станом на 26 січня 2022 року.

## Фільмографія
- 2018 — Загадай бажання. — головна роль[1].